# Richarno Colin
Richarno Louis Colin (* 17. Juli 1987 in Vacoas-Phoenix) ist ein mauritischer Boxer im Halbweltergewicht.

## Karriere
Colin erreichte das Viertelfinale im Bantamgewicht bei den Commonwealth Championships 2005 in Glasgow und das Achtelfinale im Federgewicht bei den Commonwealth Games 2006 in Melbourne.
2007 gewann er eine Bronzemedaille im Leichtgewicht bei den Afrikameisterschaften in Antananarivo und die Silbermedaille im Halbweltergewicht bei den ebenfalls in Antananarivo ausgetragenen Indian Ocean Island Games. Zudem war er in diesem Jahr noch Teilnehmer der Commonwealth Championships in Liverpool (Achtelfinale), der Afrikaspiele in Algiers (Achtelfinale) und der Weltmeisterschaften in Chicago (Vorrunde).
2008 gewann er im Halbweltergewicht die afrikanische Olympiaqualifikation in Windhoek und startete daraufhin bei den Olympischen Sommerspielen 2008 in Peking; dort besiegte er Myke Carvalho und schied im Achtelfinale gegen Gennadi Kowaljow aus.
2009 gewann er Bronze im Halbweltergewicht bei den Afrikameisterschaften in Vacoas-Phoenix und Gold im Halbweltergewicht bei den Francophone Games in Beirut. Bei den Weltmeisterschaften desselben Jahres in Mailand schied er in der Vorrunde aus.
2010 gewann er im Halbweltergewicht Silber beim Afrika-Cup in Algiers, sowie jeweils Bronze bei den Commonwealth Championships in Neu-Delhi und den ebenfalls in Neu-Delhi ausgetragenen Commonwealth Games.
2011 gewann er im Halbweltergewicht jeweils die Afrikameisterschaften in Yaoundé, die Indian Ocean Island Games in Roche Caïman und die Afrikaspiele in Maputo.
Nachdem er 2012 auch den Afrika-Cup in Gaborone gewonnen hatte, startete er bei den Olympischen Sommerspielen 2012 in London. Dort besiegte er Abdelhak Aatanari, ehe er im Achtelfinale gegen Urantschimegiin Mönch-Erdene unterlag.
Bei der Weltmeisterschaft 2013 in Almaty schied er in der zweiten Vorrunde und bei den Commonwealth Games 2014 in Glasgow im Achtelfinale aus.
2015 gewann er die Indian Ocean Island Games in Saint-Pierre und eine Bronzemedaille bei den Afrikameisterschaften in Casablanca, während er bei den Afrikaspielen in Brazzaville im Viertelfinale ausschied.
Bei der Afrikameisterschaft 2017 in Brazzaville unterlag er im Achtelfinale, ebenso bei den Commonwealth Games 2018 in Gold Coast.
2019 gewann er erneut die Indian Ocean Island Games in Vacoas-Phoenix und die Silbermedaille im Leichtgewicht bei den Afrikaspielen in Rabat.
Im Februar 2020 erreichte er das Finale im Leichtgewicht bei der afrikanischen Olympiaqualifikation in Dakar und konnte daraufhin an den 2021 in Tokio ausgetragenen Olympischen Sommerspielen 2020 teilnehmen. Dort siegte er gegen Abdelhaq Nadir, ehe er im Achtelfinale gegen Gabil Mamedow unterlag.
Im Juli 2022 startete er bei den Commonwealth Games in Birmingham und gewann die Silbermedaille im Halbweltergewicht. Bei der Weltmeisterschaft 2023 in Taschkent verlor er gegen Ruslan Abdullayev.